# Erika Petrick
Erika Petrick (* 17. Oktober 1918; † 20. September 2004) war eine deutsche Schauspielerin. 

## Leben
Erika Petricks Filmkarriere beschränkt sich auf die 1950er Jahre. In diesen Jahren trat sie – mit der Ausnahme Ina, Peter und die Rasselbande aus dem Jahr 1955 – ausnahmslos in Märchenverfilmungen in Erscheinung, die alle von Fritz Genschow inszeniert wurden. 
Im Jahr 1957 war Petrick zwei Mal als Filmeditorin tätig: Für Kalle wird Bürgermeister und Die Gänsemagd. Auch diese beiden Filme wurden von Fritz Genschow in Szene gesetzt.

## Filmografie (Auswahl)
- 1953: Rotkäppchen
- 1954: Hänsel und Gretel
- 1954: Frau Holle
- 1955: Der Struwwelpeter
- 1955: Ina, Peter und die Rasselbande
- 1955: Aschenputtel